# Liman de Sassyk
Le liman de Sassyk ou lagune de Sassyk (ukrainien : Сасик (Кундук)) est une lagune maritimes (limans) du raïon de Bilhorod-Dnistrovskyï au sud de l'Ukraine. 

## Géographie
Il est formé d'une lagune qui prolonge le Kohylnyk à partir de Tatarbounary jusqu'à la Mer Noire.

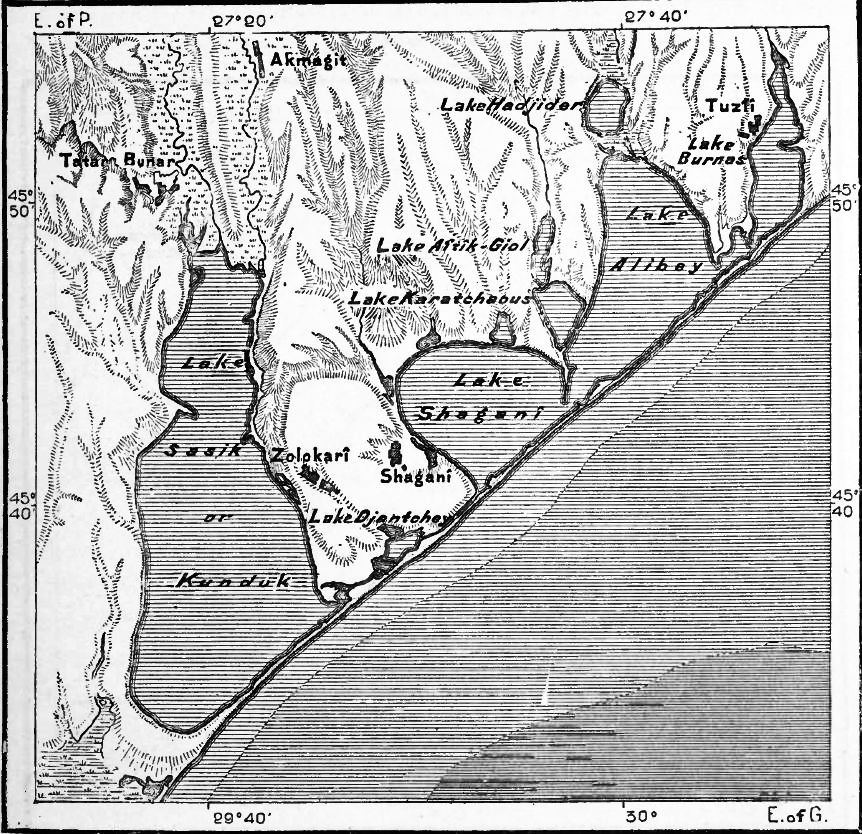
Sur une carte de 1877,
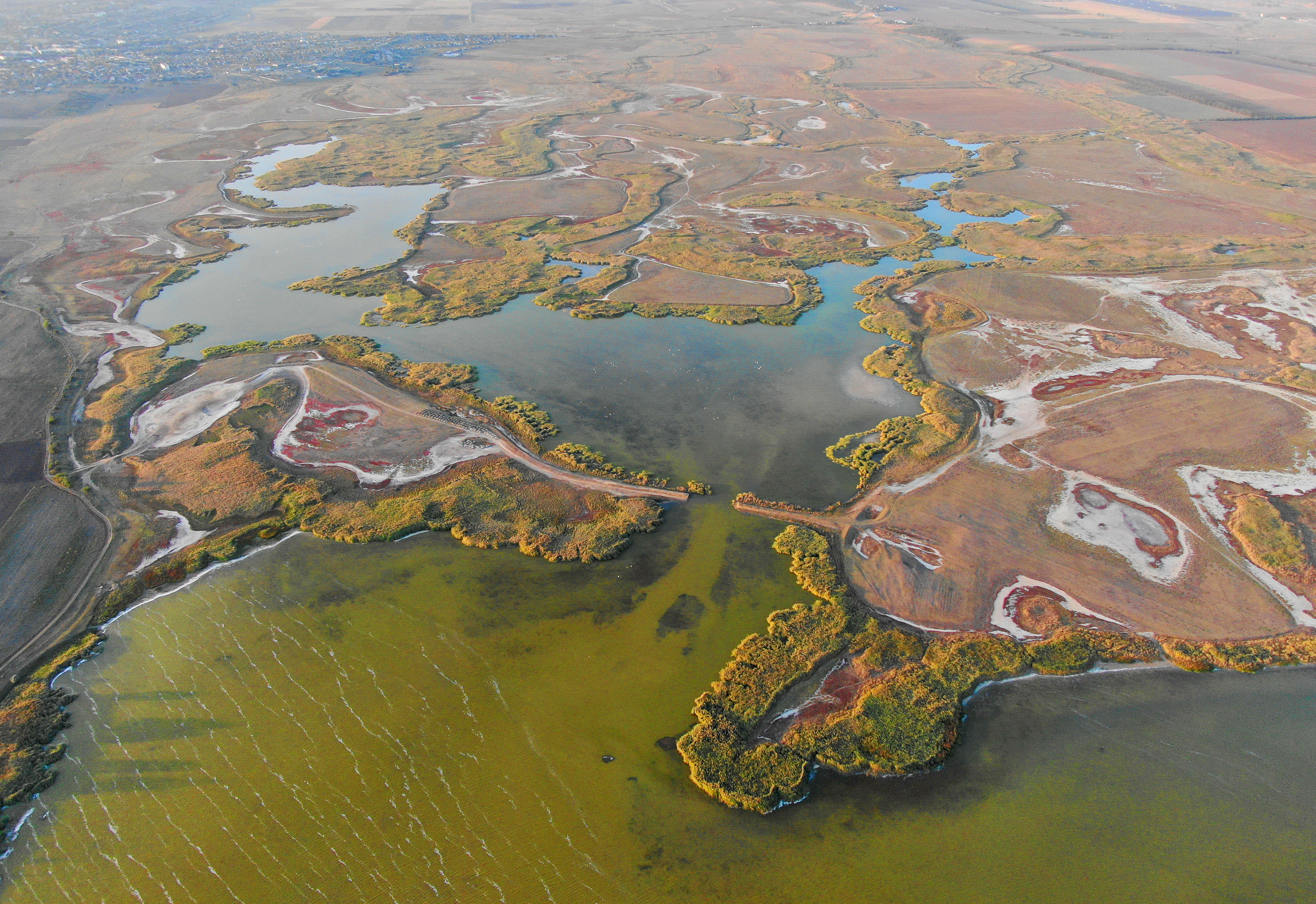

## Écologie
C'est un site ramsar, qui accueille une grande biodiversité.